# Enrico Jacchia
Enrico Jacchia (Venezia, 8 giugno 1923 – Roma, 17 dicembre 2011) è stato uno scrittore, giornalista e politico italiano.

## Biografia
Veneziano di nascita, Enrico Jacchia si considerava piuttosto "un europeo".
Scrittore, giornalista, politico, ha avuto incarichi in tutte le sedi istituzionali europee: dal Consiglio d'Europa a Strasburgo, all'UEO a Londra, alla CEE a Bruxelles fin dalla sua fondazione. Lasciando la Comunità col titolo di Direttore Generale Onorario, aveva completato la messa in piedi del controllo di sicurezza nucleare.
È stato autore di numerosi libri, tra cui, sulla sicurezza nucleare: Il rischio delle radiazioni nell'era nucleare (ed. Giuffre, Milano), Atome et securitè (Dalloz), Atom, Sicherheit und Rechtsordnung (Lutzeier); sulla costruzione dell'Europa: Europa perché? (Mondadori), Europa e difesa (ed. Ministero Difesa e Marina); sull'equilibrio strategico: L'affare Plumbat (Mondadori, Du Seuil) e La guerra chimica - Incubo sull'Europa (SugarCo).
Dedicatosi all'insegnamento universitario nella Luiss, è stato docente di Studi Strategici e fondò con Guido Carli e Rosario Romeo il Centro di Studi Strategici dell'Università stessa.
È stato editorialista del "Giornale" di Montanelli, commentatore di politica internazionale del TG1, del TG2 e del Giornale Radio Rai ed ha collaborato con editoriali al "Corriere della Sera", allo "Herald Tribune", al "Los Angeles Times", al "Moskoskie Novosti".
Nel 1996 viene eletto per la XIII Legislatura al Senato della Repubblica Italiana con la Lega Nord, partito che abbandona nel 1998 per aderire prima al gruppo misto, poi all'UDR e poi a Rinnovamento Italiano; nel gennaio 2001 passa a Forza Italia. Nei cinque anni di mandato parlamentare è stato membro delle commissioni Esteri, Difesa e Bilancio.
È scomparso nel 2011 all'età di 88 anni.

## Opere
- Il rischio delle radiazioni nell'era nucleare, ed. Giuffrè Milano, 607 pagg, 1963
- Atome et securitè, Dalloz, 1964
- Atom, Sicherheit und Rechtsordnung, Lutzeier, 564 pagg, 1965
- Europa perché?, Mondadori, 265 pagg, 1979
- Europa e difesa, ed. Ministero Difesa e Marina
- L'affare Plumbat, Mondadori e Du Seuil, 218 pagg, 1977
- La guerra chimica, Incubo sull'Europa, SugarCo, 166 pagg, 1984